# Un uomo da marciapiede
Un uomo da marciapiede (Midnight Cowboy) è un film del 1969 diretto da John Schlesinger e interpretato da Dustin Hoffman e Jon Voight, basato sull'omonimo romanzo del 1965 di James Leo Herlihy.
Considerato un classico della storia del cinema e un archetipo della "Nuova Hollywood", alla sua uscita fu identificato dal New York Times come esempio di un'imminente ondata di film con tematiche per adulti che «avrebbe potuto rimuovere tutti i vecchi tabù riguardanti l'argomento e il suo trattamento».
La cruda e realistica rappresentazione della prostituzione e dell'omosessualità in effetti fecero scalpore all'epoca e il film fu inizialmente distribuito con la classificazione "X" (vietato ai minori di 17 anni). Ciò nonostante ricevette recensioni positive e ottimi incassi, oltre a lanciare la carriera di Dustin Hoffman come uno dei principali "antieroi" del cinema americano, e si aggiudicò tre premi Oscar e cinque BAFTA Awards. Ad oggi è l'unico film "X"-rated ad aver ricevuto l'Oscar al miglior film.
Nel 1994 è stato scelto per la conservazione nel National Film Registry della Biblioteca del Congresso degli Stati Uniti, in quanto giudicato "di rilevante significato estetico, culturale e storico", e nel 2001 è stato introdotto nella Hall of Fame della Online Film & Television Association.
Nel 1998 è risultato 36º nella lista dei 100 migliori film statunitensi di sempre dell'American Film Institute, mentre nell'edizione aggiornata del 2007 è sceso al 43º posto. Inoltre, nel 2004 l'AFI ha inserito il tema principale del film Everybody's Talkin' (cantato da Harry Nilsson) al 22º posto tra le 100 migliori canzoni del cinema americano e nel 2005 la battuta pronunciata da Dustin Hoffman «I'm walking here! I'm walking here!» è risultata 27ª tra le 100 migliori citazioni cinematografiche.

## Trama
Stanco della sua vita monotona e del lavoro di lavapiatti (e per sfuggire dal triste passato che lo tormenta), il giovane texano Joe Buck decide di partire per New York dove spera di guadagnarsi da vivere facendo il gigolò (egli è convinto che la grande mela sia brulicante di donne belle e ricche insoddisfatte a causa dell'impotenza o dell'omosessualità dei maschi newyorkesi). I primi tempi sono privi di risultati, fare lo spaccone vestito da cowboy lo rende ridicolo e non gli procura ingaggi. L'unica occasione in cui riesce ad avvicinare una cliente si rivela un disastro: quando le chiede il compenso, la donna scoppia in lacrime e, paradossalmente, è un imbarazzato Joe a darle dei soldi per il taxi.
Un giorno Joe incontra in un bar Enrico "Rico" Rizzo, un italo-americano zoppo che tira avanti con piccole truffe e furtarelli e che tutti chiamano spregiativamente "Sozzo". L'uomo si presenta a Joe in modo amichevole e per venti dollari gli organizza un incontro con un uomo che a suo dire è in grado di aiutarlo nella sua attività, ma che si rivela solo un fanatico religioso. Da quel momento le cose per Joe vanno sempre peggio: senza soldi, è costretto a lasciare la sua camera (insieme alle valigie come pegno) e cerca di prostituirsi anche con gli uomini, ma l'unico cliente che riesce a rimediare è un giovane studente squattrinato e disperato.
Quasi per caso Joe ritrova Rizzo all'interno di una tavola calda e tenta di riavere i suoi soldi. Rizzo è al verde, ma si offre di aiutarlo ospitandolo nello scalcinato appartamento in un palazzo pericolante. I due cercano di tirare avanti aiutandosi a vicenda: Joe accompagna Rico nei suoi piccoli raggiri, mentre quest'ultimo cerca di fare da manager al texano (senza successo) nel suo lavoro di prostituto. La situazione per entrambi continua a peggiorare: Joe non riesce a trovare clienti, l'appartamento non offre riparo al freddo invernale e Rizzo vede aggravarsi le sue già precarie condizioni di salute. Nonostante tutto tra i due si instaura una forte amicizia, che aiuta Joe a dimenticare i brutti ricordi del passato e rafforza in Rizzo l'illusione di potersi trasferire in Florida e superare i suoi problemi di salute.
Un giorno, dopo aver incontrato una bizzarra coppia in una tavola calda, i due partecipano ad un surreale e grottesco party dove Joe conosce Shirley, che accetta di pagarlo per passare la notte con lui. Dopo le prime difficoltà, i due passano una notte di sesso sfrenato, tanto che al mattino la donna combina un incontro tra Joe e una sua amica. Raggiante e ottimista sul futuro, Joe torna nell'appartamento dove trova Rizzo febbricitante e incapace di camminare, ma deciso comunque a realizzare il suo sogno di andare a Miami. In cerca dei soldi necessari per la corriera, Joe viene invitato in albergo da un certo Towny, che però all'ultimo minuto si pente di ciò che sta per fare. Joe però ha bisogno del denaro e lo sottrae all'uomo dopo averlo picchiato selvaggiamente.
Dopo aver comprato i biglietti per il viaggio Joe e Rizzo partono insieme. Nonostante le condizioni critiche di quest'ultimo, Joe cerca di fare di tutto per rendere migliore la loro situazione. Dopo che il compagno si è urinato addosso, durante una sosta scende a comprare dei vestiti nuovi per entrambi, abbandonando così la sua identità da cowboy. Risalito sulla corriera, riprende a parlare del futuro all'amico, che però giace ormai privo di vita.

## Produzione
Nell'agosto del 1965, subito dopo la sua pubblicazione, il romanzo di James Leo Herlihy fu proposto a diversi studi cinematografici per un possibile adattamento. Tutte le principali majors rifiutarono la proposta, inclusa la United Artists secondo cui l'azione andava "costantemente in discesa". Solo nell'ottobre del 1966 il presidente dello studio David V. Picker decise di acquistare i diritti del romanzo e di finanziare il film con un budget di circa 1 milione di dollari, affidando la regia al britannico John Schlesinger. Schlesinger conosceva il libro e lui stesso aveva già proposto il progetto di un film al produttore Joe Janni, con il quale collaborava dal 1962. Quest'ultimo però era rimasto tutt'altro che impressionato e aveva risposto al regista: «Sei pazzo? Questa è roba da froci, distruggerà la tua carriera». Ma Schlesinger non si era dato per vinto e aveva passato il romanzo al produttore Jerome Hellman dicendogli: «Ho letto un libro che è davvero insolito... vorrei che tu lo leggessi e mi dicessi cosa ne pensi». Hellman lo fece e lo trovò affascinante, ma anche molto difficile da realizzare, accettando però la proposta.
Per scrivere l'adattamento fu inizialmente assunto il drammaturgo Jack Gelber ma le sue prime bozze vennero scartate. Il produttore e talent scout George Litto propose quindi di rivolgersi allo sceneggiatore Waldo Salt, che non lavorava a un film di rilievo da quando all'inizio degli anni cinquanta era stato inserito nella lista nera di Hollywood. Salt scrisse le prime cinquanta pagine prima di collaborare con Schlesinger sul resto. Secondo quanto riportato in seguito sul Los Angeles Times, la sceneggiatura finale incorporò «un metodo intensivo di racconto e di scrittura dei dialoghi» che prevedeva esercizi di improvvisazione tra i co-protagonisti.
Mentre il film era in fase di sviluppo John Schlesinger terminò la realizzazione di Via dalla pazza folla, film distribuito dalla MGM che uscì nell'ottobre 1967 rivelandosi un insuccesso al botteghino. «Il flop mi rese un po' nervoso», ha ricordato in seguito il regista, «ci si aspetta che uno ottenga sempre grandi successi in America. Francamente, temo che quel terribile vecchio adagio secondo il quale il tuo valore corrisponde a quello del tuo ultimo film fosse davvero l'atteggiamento corrente. Credevo poco alle cose che la gente diceva e inoltre sapevo anche che Un uomo da marciapiede era un progetto dannatamente buono». Ma la United Artists cominciò a diventare diffidente nei confronti del progetto anche perché, sebbene Picker fosse entusiasta della sceneggiatura, era chiaro che non poteva essere girata solo con 1 milione di dollari. Si tennero diversi incontri tra i dirigenti dello studio, preoccupati di non riuscire a recuperare l'investimento, per determinare se eliminarlo o meno dalla loro lista. Tuttavia il progetto venne portato avanti, l'offerta finale della United Artists fu di 2,3 milioni di dollari e a Schlesinger fu concesso il controllo artistico completo e un periodo di post-produzione di sei mesi.
Un uomo da marciapiede rappresentò la prima produzione hollywoodiana di Schlesinger e segnò il debutto di Adam Holender come direttore della fotografia. Quest'ultimo fu suggerito al regista da Roman Polański, amico d'infanzia di Holender che come lui aveva frequentato l'Accademia cinematografica di Łódź.

### Cast
Dustin Hoffman fu scelto per la parte di Rizzo su suggerimento di Jack Gelber, che un giorno consigliò a Jerome Hellman di andare a vedere uno spettacolo Off-Broadway: «Si intitola Eh? e penso che dovremmo andare a vederlo perché c'è un giovane attore che potrebbe essere un Ratso fantastico». Hellman pensò che Hoffman sarebbe stato perfetto per la parte, gli inviò la sceneggiatura e l'attore accettò subito. Schlesinger non era entusiasta di Hoffman, la cui performance ne Il laureato di Mike Nichols era stata così convincente e così lontana da Rizzo da fargli ritenere che non sarebbe stato in grado di interpretare un ruolo così diverso. Hoffman invitò perciò il regista a incontrarlo in un locale di Times Square: «Gli chiesi di incontrarci lì per potermi vestire come il personaggio, con un impermeabile sporco... Mi ero tirato indietro i capelli o qualcosa del genere... John mi guardò, si guardò intorno e disse: "Ti ho visto solo nel contesto de Il laureato ma te la caverai abbastanza bene"».
La presenza di Hoffman nel film venne annunciato da Variety il 21 febbraio 1968 e, proprio grazie alla candidatura all'Oscar ottenuta per Il laureato, ricevette uno stipendio di 150.000 dollari. Lo stesso Mike Nichols cercò di dissuaderlo dall'accettare un ruolo secondario che temeva avrebbe compromesso la sua carriera «Mi chiamò e mi disse "Sei pazzo?"», ha raccontato in seguito al critico e giornalista Peter Travers, «"Ti ho fatto diventare una star. Questo è un brutto personaggio"». Ma l'attore temeva che secondo il pubblico stesse interpretando sé stesso ne Il laureato e voleva fortemente la parte di Rizzo per mostrare le sue potenzialità, per cui non seguì il consiglio ed accettò il ruolo: «Stavo cercando di rimanere un attore caratterista e questo era il mio desiderio».
Per il ruolo di Joe Buck si proposero fra gli altri Robert Redford e Warren Beatty, ma alla fine furono presi in considerazione quattro attori: Jon Voight, Van Heflin, Michael Sarrazin e Harrison Ford. Voight, che era apparso in alcune serie televisive e aveva di recente vinto un Theatre World Award per la sua interpretazione in That Summer, That Fall, conosceva i film di Schlesinger ed era determinato ad ottenere la parte, ma i produttori scelsero inizialmente Michael Sarrazin. Il 29 giugno 1969 il Los Angeles Times riportò che la parte era stata offerta a Sarrazin, ma la Universal Pictures, con la quale all'epoca era sotto contratto, chiese il triplo della cifra inizialmente concordata. La rinegoziazione spinse Schlesinger e Jerome Hellman a riconsiderare il provino di Jon Voight. «Guardarono di nuovo i nostri provini», ha dichiarato Voight in seguito, «a quanto pare Marion Dougherty, che era la direttrice del casting, era nella stanza e disse: "Beh, non c'è dubbio su chi sia il migliore"... Poi Dustin fu chiamato per dare un'occhiata e disse: "Quando guardo la mia scena con Michael Sarrazin guardo me stesso, quando guardo la mia scena con Jon Voight, guardo Jon". Penso che tra i commenti questo sia stato quello che ha ribaltato l'equilibrio e poi John si fece avanti, quindi sono stato molto fortunato».
Nella scena del party compaiono il cantautore statunitense Paul Jabara, futuro vincitore di un Oscar per il brano Last Dance (dal film del 1978 Grazie a Dio è venerdì), e diversi esponenti della Factory di Andy Warhol, tra cui Viva, Ultra Violet, International Velvet, Taylor Mead e Paul Morrissey. John Schlesinger ricordò in seguito che quando scelse Viva, il 3 giugno 1968, l'attrice chiamò Warhol per annunciargli la notizia e durante la telefonata udì per caso il colpo di pistola dell'attivista Valerie Solanas che ferì gravemente l'artista.
Non accreditato compare anche il caratterista M. Emmet Walsh (un passeggero sull'autobus).

### Riprese
Le riprese iniziarono il 6 maggio 1968 e terminarono a metà settembre. Dopo quattro settimane a New York, in cui furono girati anche gli interni nei Filmways Studios di Harlem, il 29 luglio la produzione si trasferì a Miami Beach per filmare le sequenze finali in cui Rizzo muore sull'autobus lungo Collins Avenue, dopodiché il cast e la troupe si recarono nella città di Big Spring e nella vicina Stanton in Texas, dove furono girate le sequenze iniziali del film e i flashback fino alla fine di agosto, per poi completare le riprese di nuovo a New York.
Tra le varie location di New York furono utilizzate il Lincoln Tunnel, il Calvary Cemetery nel Queens (dove Rizzo fa visita alla tomba del padre) e l'Hotel Claridge di Times Square (l'albergo in cui alloggia Joe), mentre per l'appartamento di Rizzo fu utilizzato un edificio al 64-66 di Suffolk Street a Manhattan.
La scena in cui Joe e Rizzo tentano di attraversare la strada e vengono quasi investiti da un taxi venne filmata tra la West 58th Street e la Sesta Strada con la cinepresa nascosta in un furgone dalla parte opposta della strada. «Fu una scena difficile dal punto di vista logistico perché quelli erano veri pedoni», ha ricordato in seguito Dustin Hoffman, «c'era vero traffico e Schlesinger voleva fare una singola ripresa... Voleva che camminassimo per mezzo isolato ma le prime volte il semaforo diventava rosso. Schlesinger si stava innervosendo molto. Si precipitò fuori dal furgone, dicendo: "Ehi, devi continuare a camminare". "Non possiamo, amico. C'è un fottuto traffico". "Beh, devi cronometrarlo". Abbiamo capito come cronometrare correttamente la camminata ma poi siamo stati quasi investiti da un taxi... Immagino che il cervello funzioni così velocemente che in una frazione di secondo ho pensato "Non uscire dal personaggio"... Così ho detto "Sto camminando qui! Sto camminando qui!" intendendo "Stiamo girando una scena qui, questa è la prima volta che viene bene e tu ce l'hai incasinata!" Schlesinger iniziò a ridere, batté le mani e disse: "Dobbiamo avere questa, dobbiamo avere questa».
Hoffman inserì dei sassi nella scarpa destra per rendere credibile la zoppia del suo personaggio. «Perché i sassi?», disse in un'intervista per Vanity Fair, «Non è che stai recitando a Broadway da sei mesi in un ruolo a cui sei così abituato, così che zoppicare diventa una seconda natura. I sassi ti fanno zoppicare e non devi pensarci».

## Colonna sonora
La colonna sonora del film fu pubblicata nel 1969 dalla United Artists Records. Oltre a composizioni di John Barry, che si aggiudicò un Grammy Award per il miglior tema strumentale (che include l'armonica di Toots Thielemans), comprende brani di Leslie Miller (He Quit Me, scritta da Warren Zevon), della band americana The Groop, degli Elephant's Memory (noti soprattutto come band di supporto di John Lennon e Yōko Ono nel 1972-1973) e la canzone Everybody's Talkin', scritta nel 1966 da Fred Neil ed eseguita da Harry Nilsson.
In origine il tema principale del film avrebbe dovuto essere Lay, Lady, Lay di Bob Dylan, ma a causa di un eccessivo ritardo nella composizione l'idea venne accantonata e fu deciso di includere un brano del cantautore newyorkese. Nilsson propose la sua I Guess the Lord Must Be in New York City, composta appositamente per il film, ma fu lo stesso John Schlesinger a preferire Everybody's Talkin', che il 10 novembre 1969 raggiunse la 6ª posizione nella Billboard Hot 100 e nel 1970 fruttò al cantautore un Grammy per la miglior interpretazione pop vocale maschile.

### Tracce
1. Harry Nilsson – Everybody's Talkin' (2:30) (composta da Fred Neil)
2. John Barry – Joe Buck Rides Again (3:46)
3. The Groop – A Famous Myth (3:22) (composta da Jeffrey M. Comanor)
4. John Barry – Fun City (3:52)
5. Leslie Miller – He Quit Me (2:46) (composta da Warren Zevon)
6. Elephant's Memory – Jungle Gym at the Zoo (2:15) (composta da Richard Sussman, Rick Frank e Stan Bronstein)
7. John Barry – Midnight Cowboy (2:34)
8. Elephant's Memory – Old Man Willow (7:03) (composta da R. Sussman, Michal Shapiro, Myron Yules e S. Bronstein)
9. John Barry – Florida Fantasy (2:08)
10. The Groop – Tears and Joys (2:29) (composta da J. M. Comanor)
11. John Barry – Science Fiction (1:57)
12. Harry Nilsson – Everybody's Talkin' (1:54) (composta da F. Neil)

## Distribuzione
Terminata la post-produzione, Schlesinger non fu affatto convinto del risultato e anche all'interno dell'ufficio commerciale della United Artists cominciò a crescere il pessimismo. Come ha ricordato Jerome Hellman, «le ultime parole di John prima che andassimo a mostrarlo alla United Artists per la prima volta furono: "Onestamente, dimmi la verità, pensi davvero che qualcuno sano di mente pagherà soldi per vedere questa fottuta spazzatura?" Eravamo spaventati a morte. Alla UA erano così incazzati con noi che non volevano nemmeno parlarci». Secondo il presidente dello studio David V. Picker, quando il film finì con Rizzo morto sull'autobus, «ci fu un silenzio di tomba. Mio zio Arnold, che era seduto dietro di me, si sporse in avanti e disse: "È un capolavoro". La stanza esplose. Tutti piangevano. È stata una delle proiezioni più straordinarie a cui sia mai stato».
I dirigenti temettero comunque che non sarebbero riusciti a recuperare il loro investimento, a meno che per il film non fosse stata pianificata una massiccia campagna promozionale altamente concentrata. Soprattutto per attirare i giovani spettatori lo studio decise perciò di intraprendere una vasta copertura mediatica, con spot televisivi e radiofonici, interviste a Dustin Hoffman e Jon Voight e annunci a tutta pagina su giornali e riviste.
Il film fu distribuito dalla United Artists a partire dal 25 maggio 1969, con la première tenutasi al Coronet Theatre di New York, anche se l'argomento controverso portò lo studio a considerare la possibilità di distribuirlo attraverso la Lopert Pictures, sussidiaria già utilizzata nel 1964 per Baciami, stupido di Billy Wilder.
In seguito Dustin Hoffman raccontò a Larry King che durante a un'anteprima «la gente se ne andava a frotte... Dopo venti minuti Jon Voight aveva una scena di sesso gay con un giovane interpretato da Bob Balaban e la gente a quel punto si alzava e usciva dal cinema. Pensammo di avere dei grossi problemi quando sapemmo che avremmo ottenuto una classificazione "X" e pensammo che questo potesse porre fine alla carriera di tutti».

### Data di uscita
- 25 maggio 1969 negli Stati Uniti e in Canada (Midnight Cowboy)
- 16 giugno in Brasile (Perdidos na Noite)
- 18 luglio in Germania Ovest (Asphalt-Cowboy)
- 25 settembre nel Regno Unito (Midnight Cowboy)
- 26 settembre in Austria (Asphalt-Cowboy)
- 8 ottobre in Svezia (Midnight Cowboy)
- 9 ottobre in Giappone (Mayonaka no kâbôi)
- 15 ottobre in Francia (Macadam Cowboy)
- 21 ottobre in Italia (Un uomo da marciapiede)
- 7 novembre in Finlandia (Keskiyön cowboy) e in Grecia (O cow boy tou mesonyktiou)
- 20 novembre nei Paesi Bassi (Midnight Cowboy)

- 18 dicembre a Hong Kong (午夜牛郎)
- 19 dicembre in Danimarca (Midnight Cowboy)
- 26 dicembre in Norvegia (Asfaltcowboy)
- 9 gennaio 1970 in Belgio (Macadam cowboy)
- 29 gennaio in Argentina (Perdidos en la noche)
- 23 aprile in Messico (Vaquero de medianoche)
- 27 luglio in Uruguay (Perdidos en la noche)
- 26 marzo 1971 in Irlanda (Midnight Cowboy)
- 1º settembre 1973 in Polonia (Nocny kowboj)
- 6 marzo 1975 in Ungheria (Éjféli cowboy)
- 19 settembre in Spagna (Cowboy de medianoche)

### Divieti
Inizialmente la MPAA propose alla United Artists di eliminare alcune sequenze e distribuire il film con una classificazione "R" (visione consentita ai minori di 16 anni con un accompagnatore adulto), ma lo studio decise per una classificazione "X", ovvero il divieto ai minori di 16 anni, anche se ciò avrebbe precluso la vendita ai network televisivi e limitato il mercato del film. Ciò nonostante, secondo quanto riportato il 25 giugno 1969 dalla rivista Variety, Un uomo da marciapiede fu uno dei pochi film con questo divieto a non essere condannati dal National Catholic Office for Motion Pictures, che lo ritenne «moralmente ineccepibile per gli adulti» e lo definì «forte e sorprendente, a volte magistrale» e «una celebrazione della dignità dell'uomo».
Il film divenne una pietra miliare nella crescente discussione sulla necessità di salvaguardare i film d'autore nell'ambito delle pellicole vietate ai minori di 16 anni, soprattutto alla luce del recente divieto di pubblicizzarli da parte dei quotidiani di città come San Diego, Reno, Phoenix, Indianapolis e Oklahoma City. Il critico cinematografico Charles Champlin lo descrisse come un'opera d'arte e giudicò il fatto che potesse essere influenzato negativamente da tale divieto come «perfettamente simbolico della situazione sgradevole e insoddisfacente creata da questo proibizionismo pubblicitario». Di avviso completamente diverso, il senatore del Texas Ralph Hall citò il film come uno di quelli che avevano ispirato la sua recente proposta di tassare di 50 centesimi i biglietti dei "film indecenti", ovvero quelli con classificazione "X". Sperando che la tassa, se approvata, potesse portare ad un cinema più conservatore, Hall dichiarò: «Gli spettatori con cui ho parlato sono disgustati quanto noi dal fatto che questi film rappresentino ciò che il pubblico vuole vedere».
All'inizio degli anni settanta Un uomo da marciapiede fu in parte responsabile della decisione della MPAA di ampliare la categoria "R", aumentando il limite di età da 16 a 17 anni, e di consentire l'inclusione di film di maggiore qualità nella categoria, assegnando la classificazione "X" esclusivamente sulla base della natura discutibile di singoli elementi piuttosto che di considerazioni complessive. Nel 1971, la United Artists sottopose perciò Un uomo da marciapiede alla MPAA per una nuova valutazione e fu redistribuito con la classificazione "R" senza tagli.

### Edizione italiana

#### Doppiaggio
Il doppiaggio fu eseguito dalla CDC sotto la direzione di Mario Maldesi, subentrato a Giulio Panicali (direttore del doppiaggio per i film UA, il quale espresse il proprio disprezzo nei confronti di un film che affrontava il tema dell'omosessualità). Dustin Hoffman, che nella versione originale interpreta un italoamericano che parla con un accento yiddish, venne doppiato con un forte accento napoletano da Ferruccio Amendola, che da questo momento, tranne poche eccezioni, sarebbe stato la voce italiana dell'attore fino al 1998.

### Edizioni home video
Nel febbraio 2006 la MGM ha distribuito un'edizione in 2 DVD contenente alcuni extra, tra cui il commento audio del produttore Jerome Hellman, i documentari After Midnight: Reflecing on the Classic 35 Years Later e Controversy and Acclaim e la featurette Celebrating Schlesinger.

## Accoglienza

### Incassi
Il film fu un successo al box office, stabilendo il record di 15.226 dollari nei primi due giorni di proiezione al Coronet Theatre. Grazie al passaparola, oltre che al richiamo dovuto al fatto di essere un film "vietato ai minori", ad agosto gli incassi superarono il milione di dollari e con quasi 45 milioni complessivi si rivelò il terzo maggior successo dell'anno negli Stati Uniti, dopo Butch Cassidy e Un Maggiolino tutto matto.

### Critica
Il sito Rotten Tomatoes riporta l'87% di recensioni professionali con giudizio positivo e il seguente consenso critico: «Lo sguardo coraggioso e inesorabilmente desolato di John Schlesinger sul ventre squallido della vita urbana americana è chiaramente inquietante, ma le prove di Dustin Hoffman e Jon Voight rendono difficile distogliere lo sguardo.». Il sito Metacritic assegna al film un punteggio di 79 su 100 basato su 16 recensioni, indicando un giudizio "generalmente favorevole".
Dopo l'uscita nelle sale i giudizi sul film furono in gran parte positivi e uno di questi fu espresso proprio da James Leo Herlihy. «Per la maggior parte l'ho assolutamente adorato», dichiarò l'autore del romanzo, «John Schlesinger è stato meraviglioso e Waldo Salt è stato fantastico. Dustin Hoffman è stato perfetto come Ratso». In una conferenza stampa tenutasi a Hollywood dichiarò anche di non aver mai immaginato che «qualcuno avrebbe osato fare un film tratto da Midnight Cowboy» e di provare lo stesso sentimento di incredulità che lo studio aveva espresso all'inizio del progetto.
Il critico John Mahoney scrisse su The Hollywood Reporter che «Dustin Hoffman e Jon Voight guidano un cast ampio ed eccezionale in un film che sarà uno dei più discussi e redditizi dell'anno», mentre Gene Shalit sulla rivista Look definì il film «un capolavoro maleodorante... un esame intenso di una società malata». Sul New York Times il critico Rex Reed lo definì «un film duro, cupo e difficile da accettare, forse il peggior atto d'accusa della città di New York mai catturato su pellicola», mentre Vincent Canby scrisse che il film «sembra spesso sfruttare il suo materiale per effetti sensazionali o comici, ma alla fine è un'esperienza commovente che cattura la qualità di un tempo e di un luogo». Secondo la rivista Variety presentava «un tema di grande attualità, un attore popolare proveniente dalla più grande commedia cinematografica dell'anno scorso, una miscellanea di attori competenti, una buona dose di umorismo sia allusivo che marcato. Se le donne obiettano, e alcune lo faranno, che concede scarsa cortesia al loro sesso, la storia difficilmente presenta i maschi come ammirevoli. In effetti in questo film lo scenario è incantevole e solo la razza umana è vile».
Più severo fu il giudizio di Roger Ebert, secondo il quale John Schlesinger non aveva avuto il coraggio «di raccontare la sua storia e disegnare i suoi personaggi con la semplicità che avrebbero richiesto. Ha preso queste magnifiche interpretazioni, e la sua attenta percezione della società americana, e le ha lasciate cadere in un esercizio di cinema alla moda sgradevolmente elegante, guidato dagli espedienti, imbellettato e volgare... Ciò che è insopportabile è un film che avrebbe potuto essere grandioso, che avrebbe potuto toccarci e che non ne ha avuto il coraggio». «Tutte queste critiche», continuava Ebert nella sua recensione, «esulano del tutto dalle esibizioni di Dustin Hoffman e Jon Voight. È un tributo a loro... che Ratso e Joe Buck emergano in modo così indimenticabile. Ma il film in sé non regge».
Nel 1994 John Schlesinger dichiarò che secondo lui «non sarebbe possibile realizzare Un uomo da marciapiede oggi... Recentemente sono stato a cena con un dirigente di una major e gli ho detto: "Se ti portassi una storia su questo lavapiatti del Texas che va a New York vestito come un cowboy per realizzare la sua fantasia di farsi mantenere da donne ricche, non ci riesce, è disperato, incontra un tisico storpio che più tardi si piscia nei pantaloni e muore su un autobus, vorresti..." e mi ha risposto: "Ti mostrerei la porta"».

## Riconoscimenti
- 1970 – Premio Oscar

Miglior film a Jerome Hellman
Miglior regista a John Schlesinger
Migliore sceneggiatura non originale a Waldo Salt
Candidatura per il miglior attore protagonista a Dustin Hoffman
Candidatura per il miglior attore protagonista a Jon Voight
Candidatura per la miglior attrice non protagonista a Sylvia Miles
Candidatura per il miglior montaggio a Hugh A. Robertson
- 1970 – Golden Globe

Miglior attore debuttante a Jon Voight
Candidatura per il miglior film drammatico
Candidatura per il miglior regista a John Schlesinger
Candidatura per il miglior attore in un film drammatico a Dustin Hoffman
Candidatura per il miglior attore in un film drammatico a Jon Voight
Candidatura per la migliore attrice non protagonista a Brenda Vaccaro
Candidatura per la migliore sceneggiatura a Waldo Salt
- 1970 – British Academy Film Awards

Miglior film
Miglior regista a John Schlesinger
Miglior attore protagonista a Dustin Hoffman
Migliore attore a Jon Voight
Migliore sceneggiatura a Waldo Salt
Miglior montaggio a Hugh A. Robertson
Candidatura per il Premio UN
- 1969 – Festival internazionale del cinema di Berlino

Premio OCIC a John Schlesinger
Candidatura all'Orso d'oro a John Schlesinger
- 1969 – National Board of Review Awards

Top Ten Films
- 1970 – David di Donatello

Miglior regista straniero a John Schlesinger
Miglior attore straniero a Dustin Hoffman
- 1970 – Directors Guild of America Award

Miglior regista cinematografico a John Schlesinger
- 1970 – Writers Guild of America Award

Migliore sceneggiatura adattata a Waldo Salt
- 1970 – Grammy Award

Miglior tema strumentale a John Barry
- 1970 – Laurel Awards

Golden Laurel
Migliore interpretazione drammatica maschile a Dustin Hoffman
Miglior volto nuovo a Jon Voight
Candidatura per la miglior attrice non protagonista a Brenda Vaccaro
- 1970 – Premio Bodil

Miglior film non europeo a John Schlesinger
- 1969 – New York Film Critics Circle Awards

Miglior attore protagonista a Jon Voight
Candidatura per il miglior attore protagonista a Dustin Hoffman
- 1970 – National Society of Film Critics Awards

Miglior attore a Jon Voight
- 1970 – Nastro d'argento

Regista del miglior film straniero a John Schlesinger
- 1970 – Kansas City Film Critics Circle Awards

Miglior film
Miglior regista a John Schlesinger

## Altri media
Un adattamento teatrale del soggetto di James Leo Herlihy, diretto da Christopher M. Walsh e interpretato tra gli altri da Zach Livingston (Joe Buck) e Adam Marcantoni (Rizzo), è andato in scena al Lifeline Theatre di Chicago dal 19 febbraio al 10 aprile 2016.